# 木下順治
木下 順治（きのした じゅんじ、1906年2月3日 - 1992年9月23日）は、日本の牧師、聖書学者。

## 略歴
北海道旭川出身。日本神学校（現：東京神学大学）卒。日本基督教団の牧師。豊浦、日立、栃木、東京主僕教会、旭川にて布教。

## 著書
- 『イエス伝』聖文舎 1967
- 『新解・ローマ人への手紙』聖文舎 1983
- 『パウロ 回心の伝道者』筑摩書房 1986

### 翻訳
- ヒュー・カー『教理の手引き』新教出版社 1958
- C.H.ドッド『神の国の譬』室野玄一共訳 日本基督教団出版部 1964
- 『世界古典文学全集 第5巻　新約聖書』筑摩書房 1965。他は関根正雄訳「旧約聖書」
- W.マンソン『メシヤ・イエス』日本基督教団出版局 1970
- T.W.マンソン『宣教者イエス』日本基督教団出版局 1972
- G.ヴェルメシュ『ユダヤ人イエス 一歴史家の見た福音書』日本基督教団出版局 1979
- C.L.ミトン『イエス　その事実と信仰』(聖書の研究シリーズ) 教文館 1980